# Justine Hutteau
Pour les articles homonymes, voir Hutteau.
Justine Hutteau, née le 6 mai 1994 à Sucy-en-Brie, est une entrepreneuse française principalement connue pour être la cofondatrice de la marque de cosmétiques Respire. 

## Biographie

### Enfance et études
Justine Hutteau passe son enfance en région parisienne à Sucy-en-Brie. Elle est la fille d'un père entrepreneur en aménagement de véhicules utilitaires et d'une mère au foyer. Elle réalise ses études supérieures à HEC Montréal où elle obtient un Bachelor of Business Administration en finance.
En 2016, elle choisit comme thèse de fin d'étude le sujet : « Pourquoi les gens courent et se motivent à travers les réseaux sociaux ? ».

### Carrière
En 2018, Justine Hutteau co-fonde avec Thomas Meheut la marque Respire, une entreprise de cosmétiques naturels. Un financement participatif est réalisé en 2019 pour lancer l'entreprise, plus de 21 000 produits sont pré-commandés pour 215 000 euros,. En 2019, le Financial Times indique que Justine Hutteau « incarne l’esprit d’entreprise que la France espère voir se développer ». En 2021, l'entreprise Respire qui compte 25 salariés a vendu, depuis son lancement, plus de deux millions de produits.
Le magazine Forbes en français, positionne Hutteau dans son classement 30 under 30 dans son édition de 2021.
Adepte de course à pied, en 2023, elle est nommée ambassadrice des Jeux Olympiques et Paralympiques de Paris 2024,,.

## Publications
- Rêver, oser, se dépasser, Paris, éditions Marabout, 224 pages[12]